# Romeu Beltrão
Romeu Beltrão (Santa Maria, RS, 1913 - Santa Maria, RS, 1977). Fue un historiador brasileño, médico, botánico y paleontólogo brasileño.
Autor de una obra célebre titulado Cronología Histórica de Santa María y la antigua São Martinho, que junto con el trabajo de João Belém es el principal, si no único, trabaja sobre la historia de su ciudad.

## Biografía
En 1920, ingresó en el Colegio Santa María. A los 15 años, va a Porto Alegre, para estudiar en la Facultad de Medicina de Porto Alegre. Después de graduarse en medicina regresa a Santa Maria. En 1935, se trasladó a São Pedro do Sul, para ejercer la medicina. En 1937 regresa a Santa Maria, donde se dedicó a la enseñanza y la medicina. En 1938, fue profesor de Botánica en Farmacia Aplicada de la Universidad Federal de Santa María. Realización de un estudio de toda la historia de la paleontología de Santa Maria, y también se han llevado a cabo excavaciones paleontológicas en la región en 1951.
En 1958 publicó el libro Cronología Histórica de Santa Maria y São Martinho extinguido. Por Editora Pallotti. Este libro rescata el principio de la historia de la paleontología en Paleorrota.